# Juliano Rivera
Juliano Salvator Rivera Bruni (16 marzo 1972) è un ex cestista uruguaiano.

## Carriera
Con l'Uruguay ha disputato tre edizioni dei Campionati americani (1993, 1995, 2001).